# Arsenjan
Arsenjān o Arsanjān (farsi ارسنجان) è il capoluogo dello shahrestān di Arsanjan, circoscrizione Centrale, nella provincia di Fars. Aveva, nel 2006, una popolazione di 17.642 abitanti.